# جوناثان آرنوت
جوناثان آرنوت (بالإنجليزية: Jonathan Arnott)‏ هو لاعب شطرنج وسياسي بريطاني، ولد في 12 يناير 1981 في شفيلد في المملكة المتحدة. حزبياً، نشط في حزب استقلال المملكة المتحدة. في انتخابات البرلمان الأوروبي 2014، انتخب عضو في البرلمان الأوروبي عن دائرة North East England (European Parliament constituency) ‏ لترشحه ضمن قائمة حزب استقلال المملكة المتحدة، وقد انضم خلال فترته النيابية (1 يوليو 2014 – ) للكتلة البرلمانية أوروبا الحرية والديمقراطية المباشرة.

## وصلات خارجية
- جوناثان آرنوت على موقع الاتحاد الدولي للشطرنج (الإنجليزية)
- جوناثان آرنوت على موقع مباريات الشطرنج (الإنجليزية)
- جوناثان آرنوت على موقع 365Chess.com (الإنجليزية)
- جوناثان آرنوت على موقع Chesstempo.com (الإنجليزية)
- الموقع الرسمي